# Cmentarz wojenny w Kiełczewicach Dolnych (Murakowa Góra)
Cmentarz wojenny w Kiełczewicach Dolnych Murakowa Góra – zabytkowy cmentarz z okresu I wojny światowej znajdujący się w gminie Strzyżewice, powiat lubelski. Cmentarz usytuowany jest pomiędzy wsiami Kiełczewice Dolne a Dębszczyzna na wzniesieniu Murakowa Góra (262 m). Ma kształt prostokąta o powierzchni około 1300 m² o wymiarach 40 na 32 m. Cmentarz teren otoczony jest wałem o wysokości około pół metra. W 2009 roku został oczyszczony z zarastających go krzaków.
Zachowało się na nim osiem mogił zbiorowych – podłużnych kopców o wymiarach około 7 na 2 m i wysokości około 40 cm. Na mogiłach w latach dziewięćdziesiątych postawiono drewniane krzyże (obecnie grudzień 2009 w zasadzie nie zachowane) oraz centralnie drewniany krzyż o wysokości około 2,5m.

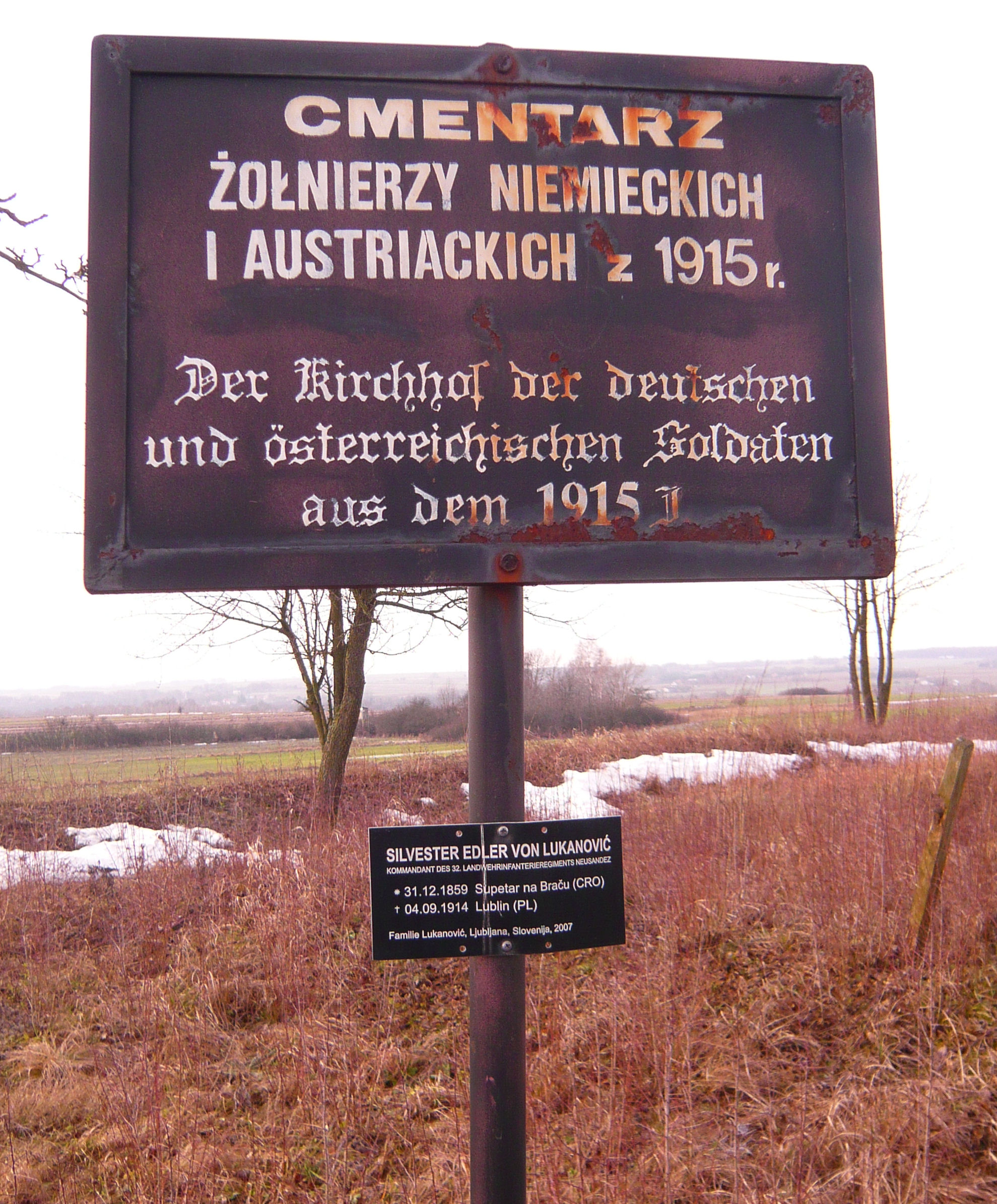
Tablica informacyjna

Na cmentarzu pochowanych prawdopodobnie 110 żołnierzy poległych w I wojnie światowej w czasie walk na linii obrony rosyjskiej Bychawa – Chodel w sierpniu i wrześniu 1914 oraz w lipcu 1915 roku:
- 63 żołnierzy austriackich,
  - płk. Silvester Edler von Lukanović dowódca 32 Landwehrinfanterieregiment (LdwIR 32)[3]

- 47 żołnierzy armii carskiej